# Knoutsodonta sparsa
Knoutsodonta sparsa is een slakkensoort uit de familie van de Onchidorididae. De wetenschappelijke naam van de soort werd voor het eerst geldig gepubliceerd in 1846 door Alder en Hancock als Doris sparsa.